# Відомості Верховної Ради України
Відо́мості Верхо́вної Ра́ди Украї́ни — офіційне друковане видання (нормативний бюлетень) Верховної Ради України, у якому здійснюється офіційне опублікування законів України, постанов Верховної Ради України, інших офіційних актів парламенту, а також змін в адміністративно-територіальному устрої (поділі) України.
Журнал виходить із лютого 1941 року (щорічно) під назвою «Відомості Верховної Ради Української PCP». З 1991 року назва змінена на сучасну.

Періодичність: до 1958 — 6–12–15 номерів (нерегулярно), в 1959 — 36, в 1960 — 48 номерів, з 1961-го — 52 номери (щотижня).
З 1960 до грудня 2015 року виходив щотижня українською та російською мовами, наклад ≈ 17 000. З 1 січня 2016 року виходить лише українською.
Передплатні індекси — 74085 (в Укрпошта або в ДП «Преса»)
, 90655 (в Укрпошта або в ДП «Преса»)
.